# Diamant à cinq couleurs
Neochmia temporalis
Espèce
Statut de conservation UICN

 LC  : Préoccupation mineure
Le Diamant à cinq couleurs (Neochmia temporalis), aussi appelé Astrild de Sydney est une espèce de passereaux de la famille des Estrildidae.

## Répartition

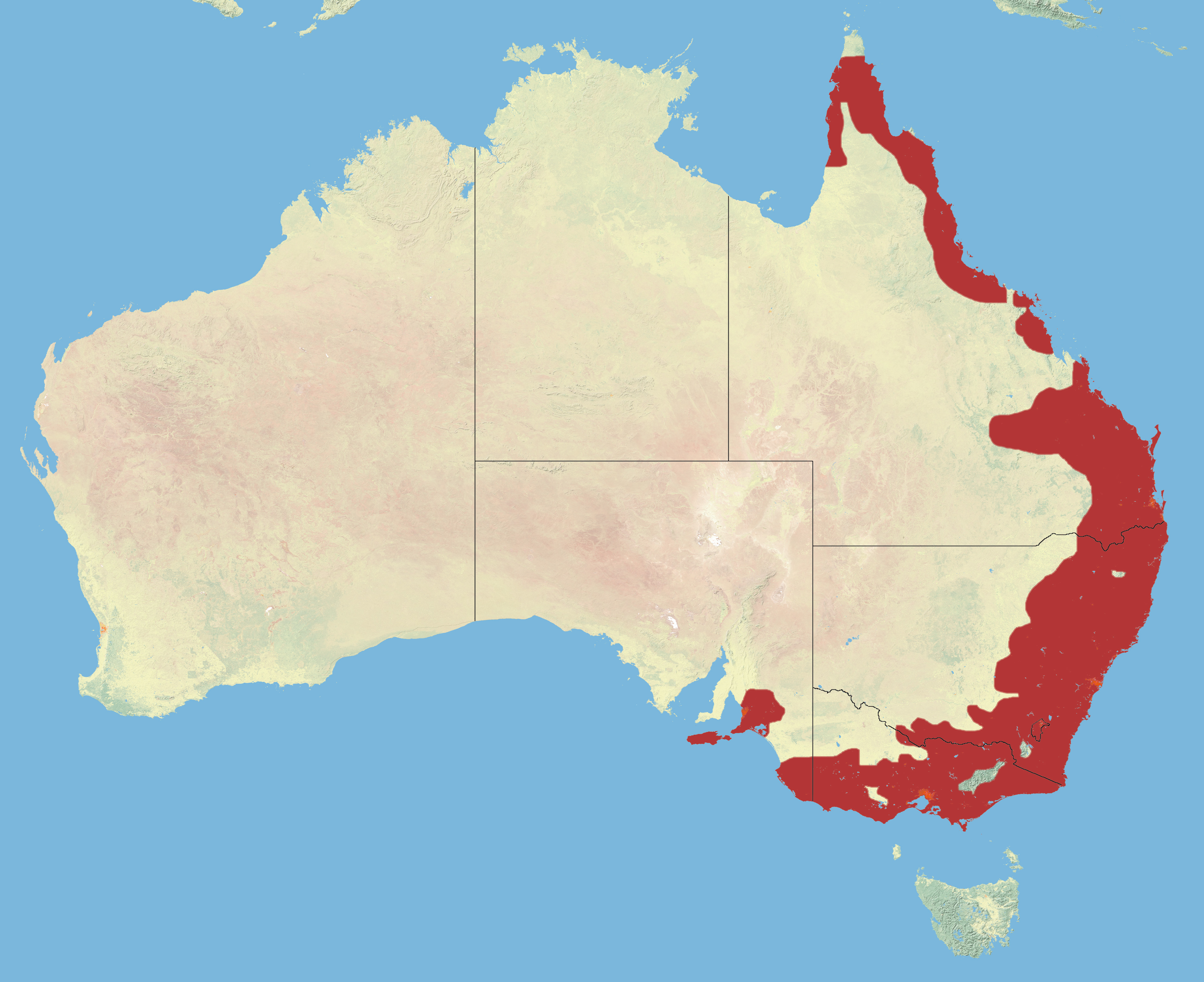
Zones de répartition de l'espèce (en rouge).

Il est originaire d'Australie. Cette espèce a été introduite en Polynésie française pour l'élevage.

## Habitat
On le trouve couramment dans les forêts tempérées et les habitats de savane sèche. On peut également le trouver dans les forêts sèches et les mangroves dans les régions tropicales.

## Description

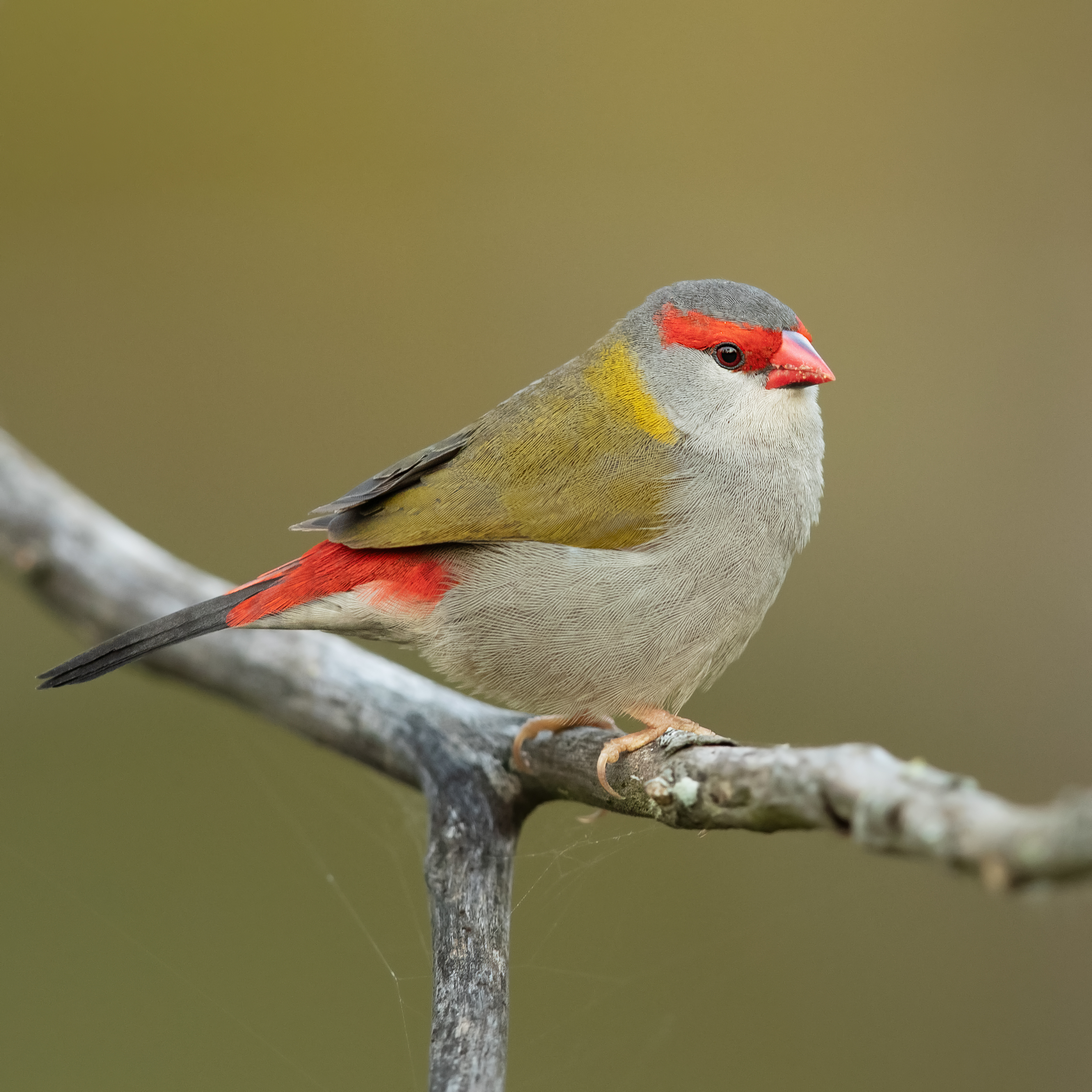
Un diamant à cinq couleurs près de Penrith (Australie).

L'espèce a une large bande rouge au-dessus de son œil.